# 集合値函数
集合値函数 (しゅうごうちかんすう、英: set-valued function) または集合値写像 (しゅうごうちしゃぞう、英: set-valued map, set-valued mapping) とは、数学において、通常の写像の拡張として、入力に対して複数の出力を対応させる操作である。multifunction、多価関数 (英: multivalued function) 、点対集合写像 (英: point to set maps) 、対応 (英: correspondence) とも呼ばれる。
集合値写像の微分包含式や不動点定理は動的システムやゲーム理論などに応用される。
これと対照的に定義域（始域）が集合族であるような函数は集合函数と呼ばれる。

## 定義
集合 X から集合 Y への集合値写像 F : X ⇉ Y とは、X の各要素 x に Y の部分集合 F(x) ⊂ Y (空集合であってもよい) を対応付ける作用である。F : X ↝ Y と表すこともある。以下では特に X と Y がともに距離空間の場合について、基本的な定義と性質について説明する。第一レベルの箇条書きが定義、第二レベルの箇条書きが性質である。
- 集合値写像 F のグラフ (graph) とは、積空間の部分集合 Graph(F) := {(x, y) ∈ X × Y  |  y ∈ F(x)} である[5]。グラフが空集合でないとき、F は非自明 (nontrivial) であるという[5]。
- x における F の像 (image) または値 (value)とは、F(x) のことである[5]。任意の x について像が非空であるならば、F は狭義 (strict) の集合値写像であるという[5]。
- 定義域 (domain) とは、像が非空である x の集合 Dom(F) := {x ∈ X  |  F(x) ≠ ∅} である[5]。
- F の像 (image) とは、全ての x についての F(x) の和集合 Im(F) :=  F(x) である[5]。
- F の逆写像 (inverse) F −1 とは、Y から X への集合値写像であって、x ∈ F −1(y) ⇔ y ∈ F(x) ⇔ (x, y) ∈ Graph(F) を満たすものである[5]。
  - F の定義域、F −1 の像、Graph(F) の空間 X への射影、の三者は一致し、また同様に、F の像、F −1 の定義域、Graph(F) の空間 Y への射影、の三者は一致する[5]。
- K を X の部分集合とするとき、F の K への制限 (restriction) F|K とは、F|K := {F(x)  (x ∈ K)
∅    (x ∉ K) で定義される集合値写像である[5]。
- 位相空間及び距離空間の部分集合としての性質 φ (例えば閉、凸、可測など) について、F が φ値 (φ-valued) であるとは、F のグラフが X × Y の部分集合として φ であることである[6]。
- 単項および二項の集合演算の演算子 ☆ が与えられたとき、☆(F) および F1 ☆ F2 はそれぞれ ☆(F)(x) = ☆(F(x)) および (F1 ☆ F2)(x) = F1(x) ☆ F2(x) で定義される[7]。
- 2つの集合値写像 F, G について G が F の拡張 (extention) であるとは、Graph(F) ⊂ Graph(G) となることであり、このとき F ⊂ G と表す[7]。
  - 演算と拡張について以下が成り立つ[7]。
    - F(K1 ∪ K2) = F(K1) ∪ F(K2)
    - F(K1 ∩ K2) ⊂ F(K1) ∩ F(K2)
    - F(X ∖ K) ⊃ Im(F) ∖ F(K)
    - K1 ⊂ K2 ⇒ F(K1) ⊂ F(K2)
- Y の部分集合 M について、F による M の逆像 (inverse image、弱逆像) とは、F −1(M) := {x ∈ X  |  F(x) ∩ M ≠ ∅} であり、また、F による M の核 (core、強逆像) とは、F +1(M) := {x ∈ X  |  F(x) ⊂ M} である[7][8]。
  - 逆像と核について以下が成り立つ[8][9]。
    - F +1(Y ∖ M) = X ∖ F −1(M)
    - F −1(Y ∖ M) = X ∖ F +1(M)

## 例
- 正の実数 R+ からその冪集合への写像 φ: R+ → 𝒫(R+) を φ(x) = [0,x] と定めれば集合値函数になる。
- （通常の）写像 f: D → Z が与えられたとき、各元  y ∈ Z に対して原像 f−1(y) を対応させる写像は、集合値函数 Z → 𝒫(D) を定める。
- 一般に、任意の集合族、従って特に任意の集合列は、添字に対して集合を割り当てるものであるから、それ自体を集合値函数と捉えることもできる。

## 応用
微分方程式を集合値写像に拡張した概念である微分包含式が動的システムに応用されているほか、ゲーム理論におけるナッシュ均衡の存在証明はブラウワーの不動点定理を集合値写像に拡張した角谷の不動点定理によって得られるものである。